# 粗硬頭海鯰
粗硬頭海鯰為輻鰭魚綱鯰形目海鯰科的其中一種，分布東大西洋區，從塞內加爾達卡至安哥拉海域，棲息深度可達70公尺，體長可達85公分，棲息在沿海、河口區，底棲性魚類，屬肉食性，以魚類、無脊椎動物、有機碎屑等為食，可做為食用魚。

## 擴展閱讀
維基物種上的相關：粗硬頭海鯰